# Edward Thomas
Philip Edward Thomas (3. března 1878 - 9. dubna 1917) byl britský básník, esejista a spisovatel. Je považován především za válečného básníka, ačkoli jen málo jeho básní se zabývá přímo jeho válečnými zkušenostmi a básně začal psát až po vypuknutí první světové války, kdy už byl úspěšným spisovatelem a literárním kritikem. V roce 1915 narukoval do britské armády a padl během bitvy u Arrasu krátce poté, co dorazil do Francie.